# Akiko Niwata
Akiko Niwata (庭田 亜樹子 Niwata Akiko?,  nacido el 12 de septiembre de 1984 en Osaka) es una exfutbolista japonesa que jugaba como centrocampista.
En 2003, Niwata jugó 1 veces para la selección femenina de fútbol de Japón.

## Trayectoria

### Clubes
| Club                  | País  | Año         |
| --------------------- | ----- | ----------- |
| Speranza FC Takatsuki | Japón | 2000 - 2006 |
| Urawa Reds            | Japón | 2007 - 2012 |

### Selección nacional
| Selección | País  | Año  |
| --------- | ----- | ---- |
| Absoluta  | Japón | 2003 |

## Estadística de equipo nacional
| Selección femenina de fútbol de Japón | Selección femenina de fútbol de Japón | Selección femenina de fútbol de Japón |
| Año                                   | Partidos                              | Goles                                 |
| ------------------------------------- | ------------------------------------- | ------------------------------------- |
| 2003                                  | 1                                     | 0                                     |
| Total                                 | 1                                     | 0                                     |